# Quacky Duck and His Barnyard Friends
Quacky Duck and His Barnyard Friends war eine kurzlebige US-amerikanische Country-Rock-Band, die in den 70er-Jahren aktiv war.

## Bandgeschichte
Die Band wurde gegründet von D’Andrea „Danny“ Bennett und Daegal „Dae“ Bennett, Söhnen von Tony Bennett, sowie Curtis Fried, Gordon Javna und David Mansfield. 1974 erhielt die Band einen Plattenvertrag von Warner Records und veröffentlichte im gleichen Jahr ihr Album Quacky Duck and His Barnyard Friends. Trotz eines kleinen Singleerfolges mit „The Barnyard Song“ kündigte Warner Records den Vertrag nach nur einem Album. 
David Mansfield begann eine Karriere als Musiker und Komponist, Danny Bennett wurde in den 1980er und 1990er Jahren zum Manager seines Vaters. Dae Bennett arbeitete als Aufnahmetechniker, Gordon Javna wurde Schriftsteller und Herausgeber.

## Diskografie
- 1974: Quacky Duck and His Barnyard Friends (Album; Warner)
- 1974: The Barnyard Song (Single; Warner)